# Ванда (кратер)
Вижте пояснителната страница за други значения на Ванда.
Ванда (на английски: Wanda) е ударен кратер разположени на планетата Венера с диаметър 21,6 km., кръстен на полското име Ванда.
Този кратер се намира в северната част на планинската верига Акна. Това се наблюдава за първи път през 1984 по време на мисия Венера 15 и 16, също е изследвана от сондата Магелан. Характерна особеност на кратер е дрипав, голям размер на централното възвишение. Дъното на кратера Ванда е гладка, тъй като тя е била покрита с втвърдена лава. На западния край на кратера се отпусна материал на планинска верига.